# New York Stories
New York Stories - Storie di New York è un film collettivo del 1989 costituito da tre episodi diretti dai registi statunitensi Martin Scorsese (Lezioni dal vero), Francis Ford Coppola (La vita senza Zoe) e Woody Allen (Edipo relitto), dedicati alla città di New York.
È stato presentato fuori concorso al 42º Festival di Cannes.

## Trama
Tre episodi con tre sguardi diversi sulla città di New York.

### Lezioni dal vero
- Regia: Martin Scorsese
- Sceneggiatura: Richard Price

Il famoso pittore newyorkese Lionel Dobie non riesce a trovare l'ispirazione se non accanto alla sua ex-amante e apprendista Paulette che, benché insicura e affascinata dal carisma del pittore, ormai lo respinge. Lui si reca all'aeroporto per accoglierla, di sorpresa, al suo ritorno nella metropoli, e le assicura che se tornerà a abitare a casa sua vivranno come datore di lavoro e dipendente, non più come una coppia.
Paulette gli crede, e torna a stabilirsi in una stanza del suo loft, ma è evidente che lui è ancora molto attratto da lei. La ragazza vorrebbe un giudizio spassionato perché anche lei dipinge, ma teme che l'opinione di Lionel possa essere viziata dai sentimenti. Vorrebbe tornare a casa dai genitori per qualche tempo, rimane affascinata dal lavoro di Lionel su una tela di grandi dimensioni e decide di restare.
Lionel si mostra sempre più possessivo e geloso. Durante una festa dopo uno dei propri vernissage la vede fare amicizia con un giovane, Reuben Toro. Cerca di metterla in guardia dalle sue intenzioni, ma Paulette è fortemente attratta, forse anche per marcare la propria indipendenza da Lionel.
Il pittore arriva a rendersi ridicolo azzuffandosi con un ex di Paulette, il comico Gregory Stark. Paulette si porta in casa Reuben e si chiudono insieme nella camera da letto, Lionel lavora furiosamente alla sua tela. Impossibile conciliare il suo modo di vedere le cose con quello di Paulette. Lei si fa venire a prendere dal fratello per tornare a casa, lui pensa che non riuscirà a vivere senza di lei. Eppure, durante un altro vernissage, Lionel conosce una giovanissima aspirante pittrice e le offre incantato di assumerla come datore di lavoro e di insegnarle la propria arte. Paulette è già sostituita.

### La vita senza Zoe
- Regia: Francis Ford Coppola
- Sceneggiatura: Francis Ford Coppola e Sofia Coppola

Zoe è la figlia dodicenne di un celebre flautista italiano, Claudio, e di una fotografa statunitense, Charlotte. I suoi genitori vivono separati e lontani da New York per impegni di lavoro, lei vive in un grand hotel accudita da un maggiordomo. Un giorno nella sua scuola arriva un nuovo alunno, il ricco figlio di un magnate arabo, che attira l'interesse e la simpatia di tutte le compagne di classe.
Rientrata in hotel la sera tardi, Zoe viene coinvolta in una rapina a mano armata; i banditi scassinano le cassette di sicurezza dell'albergo, ma la ragazzina torna fortunosamente in possesso di una busta contenuta nella cassetta del padre. All'interno c'è uno straordinario gioiello, un orecchino che una principessa araba aveva donato al celebre flautista italiano per ringraziarlo della sua musica.
La proprietaria dovrà senz'altro esibire il prezioso oggetto durante una festa già programmata e il geloso marito scoprirà che l'ha donato a un altro uomo; Zoe si incarica allora di restituirlo prima che scoppi uno scandalo, anche perché sua madre vuole riconciliarsi con suo padre e questo sarebbe un serio impedimento.
Fortuna vuole che il marito geloso sia lo zio del suo nuovo compagno di scuola, quindi l'invito per la fatidica festa è assicurato. Tutto finisce bene perché, malgrado i sospetti e la sorveglianza stretta, Zoe riesce a restituire l'orecchino. Riceverà in compenso un prezioso anello.
Papà Claudio parte per una tournée europea, ma Zoe acquista due biglietti aerei e convince la madre a seguirlo ad Atene, dove entrambe assisteranno al suo concerto davanti al Partenone.

### Edipo relitto
- Regia: Woody Allen
- Sceneggiatura: Woody Allen

Sheldon, un avvocato di uno studio legale di New York, soffre per il difficile rapporto con la madre, una tipica mamma ebrea, quanto di più simile si possa immaginare a un'apprensiva e invadente mamma italiana. Con una certa inquietudine porta Lisa, la donna con cui ha una relazione, a conoscere la madre, che si dimostra naturalmente critica oltre ogni dire, soprattutto sul fatto che Lisa ha già figli nati dal precedente matrimonio e non è ebrea.
Come confida al proprio analista, Sheldon è convinto che i suoi problemi psicologici verrebbero meno con la scomparsa della madre. Su insistenza di Lisa, organizza una serata con lei, i figli e la madre; escono a cena (a un tavolo all'aperto perché secondo Sheldon la madre parla a voce troppo alta) e poi a uno spettacolo di prestidigitazione del mago Shandu.
Per un suo esperimento Shandu chiama proprio la madre di Sheldon e la fa entrare in una cassa chiusa che trapassa con spade affilate, però quando riapre i lucchetti la signora è sparita nel nulla, e non si tratta di un trucco. La direzione del teatro nega qualsiasi responsabilità. Per qualche giorno l'anziana donna è assolutamente irreperibile. Dopo un primo momento di sconcerto Sheldon si sente libero e sollevato anche nel rapporto con Lisa, e la loro vita sessuale ne risente favorevolmente.
Ma il suo incubo edipico si ripresenta ancora peggio: all'improvviso il volto della madre si materializza nel cielo della città, immenso e visibile da tutti, e da lassù comincia a discorrere con i passanti divulgando particolari privati della vita del figlio.
I media si interessano al caso, tutti riconoscono Sheldon per strada. Il suo analista gli consiglia di rivolgersi a un'operatrice dell'occulto, Treva Marx, così si trova coinvolto in una serie di tentativi successivi di esorcismo, provando riti appartenenti a diverse religioni e culti esoterici al limite del ridicolo. Alla fine la stessa Treva si dichiara sconfitta, getta la spugna e confessa di essersi dedicata all'occulto per ragioni di business, ma nega che qualcuno dei riti imparati abbia mai funzionato davvero. I due si consolano con una cena, Treva è molto meglio come cuoca che come esorcista. Sembra che tra i due possa esserci della tenerezza.
Tornato a casa, Sheldon trova una lettera d'addio di Lisa; la donna non tollera il fatto di essere sulla bocca di tutti a causa della suocera che ancora imperversa in cielo: ha preso i bambini e lasciato New York. A questo punto scocca la scintilla tra Sheldon e Treva, dopo aver passato la notte insieme l'uomo esce sul terrazzo e mostra alla madre la sua nuova fiamma. Al contrario di Lisa, Treva piace molto all'anziana donna (forse perché è ebrea anche lei), al punto che improvvisamente scompare dal cielo, si materializza nel salotto e comincia subito a mostrare le foto di Sheldon da bambino.

## Produzione
- "La vita senza Zoe"

Questo film dall'aspetto di una favola è quasi un "affare di famiglia" per i Coppola. Carmine Coppola, il padre del regista, oltre a essere autore della colonna sonora, interpreta anche il vecchio flautista che compare per un attimo in una scena. Sofia Coppola, figlia ultimogenita di Francis Ford e futura famosa regista, nonostante avesse solo 16 anni al tempo delle riprese, funge da costumista e scrive la sceneggiatura insieme al padre, compresi i dialoghi in cui è coinvolta Zoe, inoltre Talia Shire, sorella del regista, interpreta la madre di Zoe.
- "Edipo relitto"

Il titolo originale inglese è un gioco di parole tra il latino Oedipus Rex, Edipo re, e wrecks, che significa "fa naufragio" oppure "va in pezzi". Il sostantivo wreck può giustamente essere tradotto con "relitto", conservando così anche in italiano il richiamo a "re". In questo episodio del film si ha il debutto di Kirsten Dunst, non accreditata, nel ruolo della figlia del personaggio di Mia Farrow.